# Charles Boycott

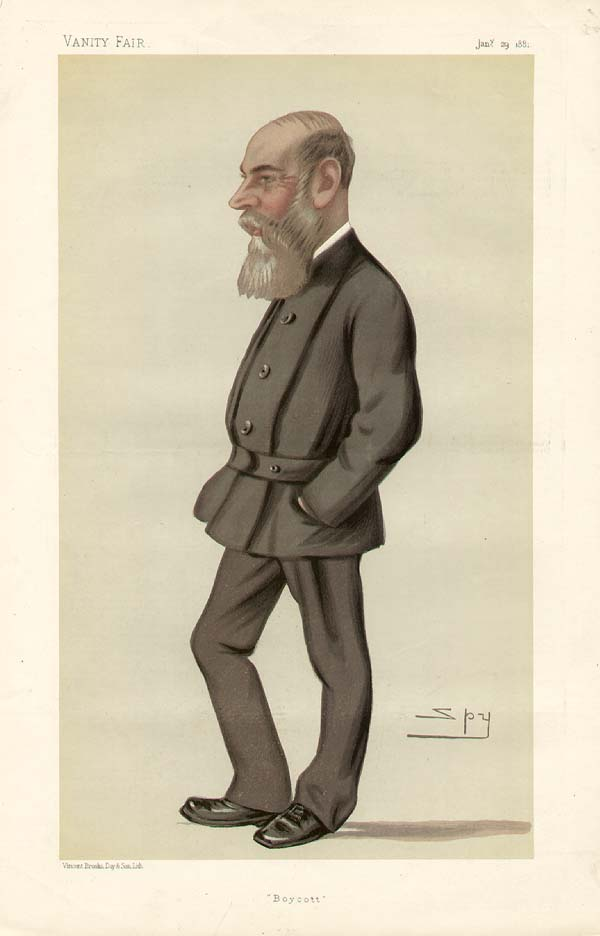
Capt. Charles C. Boycott

Charles Cunningham Boycott (Burgh St Peter (Norfolk), 12 maart 1832 - Flixton (The Saints), 19 juni 1897) was een Brits rentmeester in Ierland, wiens totale sociale isolatie door de plaatselijke bevolking in 1880 het Engels verrijkte met het werkwoord "to boycott". De sociale isolatie was een onderdeel van de campagne voor meer rechten voor pachters van bouwland. Boycott was nog als kapitein in dienst van het Britse Leger (39e (Dorsetshire) Regiment te Voet) toen hij naar Ierland kwam. Later trad hij als rentmeester in dienst van lord Erne John Crichton, de grootgrondbezitter in de omgeving van Lough Mask in County Mayo.
In de jaren 1870 en 1880 liep er een campagne van de Irish Land League onder leiding van Charles Stewart Parnell en Michael Davitt. Inzet van deze campagne waren de "Three F's": Fair Rent (redelijke pacht), Fixity of tenure (pachtbescherming) en Free sale (vrije verkoop, zowel van oogsten als bezittingen bij het einde van een pachttermijn) teneinde de pachters te beschermen tegen uitbuiting. Lord Erne en rentmeester Charles Boycott gingen niet op deze eisen in. Daarop trok de Land League in 1880 de (buren)hulp terug voor de oogsttijd. Toen Boycott probeerde de campagne te ondermijnen, werd een campagne gestart om hem te isoleren van de lokale gemeenschap. Buren spraken niet meer met hem of zijn personeel. Winkels weigerden te leveren en/of te bedienen. Plaatselijke arbeiders weigerden onderhoudsopdrachten voor het landgoed en de postbode weigerde de post langs te brengen.
De campagne tegen Boycott werd een cause célèbre in de Britse pers. Verschillende kranten stuurden journalisten om verslag te doen van deze zaak. De meeste kranten zagen het als het slachtofferen van een medewerker van de Britse adel door Ierse nationalisten. Vijftig orangemen uit County Cavan en County Monaghan reisden naar het landgoed van lord Erne om de oogst te redden. Een regiment soldaten en ruim 1000 man van de Royal Irish Constabulary werden ingezet om de landarbeiders te beschermen tijdens het oogsten. De gehele episode heeft de Britse regering naar schatting £10 000 gekost om een aardappeloogst binnen te halen ter waarde van ongeveer £350.
Boycott verliet Ierland op 1 december 1880. Hij stierf in 1897, 65 jaar oud.

## Jonge jaren en familie
Charles Cunningham Boycott (oorspronkelijk Boycatt) werd op 12 maart 1832 geboren als zoon van Georgiana en dominee William Boycatt. Hij groeide op in het dorp Burgh St Peter in Norfolk, Engeland. De familie Boycatt/Boycott woonde al bijna 150 jaar in Norfolk. Van oorsprong waren zij hugenoten uit Frankrijk. Zij ontvluchtten Frankrijk in 1685 toen Lodewijk XIV burgerlijke en religieuze vrijheden voor protestanten introk. Om onbekende redenen wijzigde de familie in 1841 de naam van Boycatt in Boycott. Charles ging naar school op de kostschool Blackheath. Reeds op jonge leeftijd toonde hij interesse voor militaire dienst. In 1848 werd hij toegelaten tot de Royal Military Academy in Woolwich met de bedoeling toe te treden tot het Corps Royal Engineers (Genie). Hij werd in 1849 van de academie gestuurd na gezakt te zijn voor een periodiek examen. Ter vervanging werd in 1850 een officiersaanstelling voor hem gekocht in het 39e (Dorsetshire) Regiment te voet voor de somma van £450.
Het regiment vertrok na het in dienst treden van Boycott naar Belfast. Zes maanden later trok het naar Newry. Hier bleef het regiment maar kort alvorens naar Dublin te marcheren. Hier ontmoette Boycott Anne Dunne. Zij trouwden in 1852 in St. Paul's Church, Arran Quay te Dublin.
Gedurende zijn dienst bij het "39e Voet" was Boycott lange tijd ziek: van augustus 1851 tot februari 1852. Onder meer vanwege zijn ziekteperiode besloot hij in 1853 zijn officiersaanstelling te verkopen.
Na zijn vertrek uit het leger besloot Boycott zich in Ierland te vestigen. Hij pachtte een boerderij in County Tipperary, waar hij als kleine verhuurder optrad.

## Leven op Achill Island
Na ontvangst van een erfenis, werd Boycott overgehaald door zijn vriend, Murray McGregor Blacker, een lokale magistraat, om te verhuizen naar Achill Island, een eiland voor de kust van County Mayo. McGregor Blacker ging ermee akkoord 2000 acre (ruim 809 hectare) land op Achill Island, eigendom van de Irish Church Mission Society, aan hem onder te verpachten. Hij zou gezegd hebben dat het leven op Achill Island aanvankelijk moeilijk was, maar dat pas na een "lange strijd tegen ongunstige omstandigheden" de zaken voorspoedig liepen en hij welvarend werd. Na de ontvangst van nog een erfenis en zijn succesvolle landbouwactiviteiten kon hij een groot huis laten bouwen nabij Dooagh.
Boycott raakte gedurende zijn tijd op Achill bij een aantal geschillen betrokken. Twee jaar na zijn aankomst werd hij door Thomas Clarke aangeklaagd wegens mishandeling. Clarke stelde dat hij naar het huis van Boycott was gegaan, aangezien deze hem nog geld schuldig was. Hij had Boycott gevraagd de schuld in te lossen. Deze weigerde en verzocht Clarke weg te gaan, wat deze weigerde. Clarke beweerde dat Boycott toen op hem afgekomen was en had gezegd "If you do not be off, I will make you" (Als je niet weggaat, zorg ik ervoor dat je weggaat). Later trok Clarke alle beschuldigingen in en verklaarde dat Boycott hem ook geen geld schuldig was.
Zowel Boycott als McGregor Blacker waren betrokken in een langdurig geschil met Carr, de rentmeester van het "Achill Church Mission Estate", en O'Donnell, de deurwaarder van Carr. Het geschil begon toen Boycott en Carr verschillende groepen kandidaten steunden voor de Raad van Beheer van de Church Mission Estate. De door Boycott gesteunde kandidaten wonnen deze verkiezing. Carr was ook de plaatselijke ontvanger van wrakken voor het gebied, wat betekende dat hij recht had op de berging van alle scheepswrakken en hun lading in het gebied en de goederen moest bewaren tot zij verkocht werden op een openbare veiling. In die tijd was berging een tamelijk winstgevende aangelegenheid en de lokale ontvanger had recht op een percentage van de verkoop evenals recht op alles wat niet verkocht werd. In 1860 schreef Carr een brief naar de "Officiële Ontvanger van Wrakken" waarin hij stelde dat Boycott en zijn mannen op illegale wijze een schip geborgen hadden en de goederen naar Boycotts landgoed hadden gebracht. Als tegenactie klaagde Boycott Carr aan voor smaad en eiste 500 pond schadevergoeding.

## Leven in Lough Mask vóór de controverse
In 1873 verhuisde Boycott naar "Lough Mask House". Dit huis was eigendom van lord Erne en lag nabij Ballinrobe in County Mayo. Boycott had ingestemd met het voorstel van lord Erne om rentmeester op zijn landgoed te worden. In die rol moest Boycott onder meer de huur innen van de pachters. In totaal moesten de pachters 500 pond per jaar betalen aan huur, waarvan Boycott als rentmeester 10% commissie kreeg.
In zijn rollen als boer en rentmeester had Boycott tal van mensen uit de omgeving in dienst als arbeider, staljongen, koetsier of huisbediende. In het boek Captain Boycott and the Irish stelt auteur Joyce Marlow dat Boycott vast zat in een bepaald gedachtepatroon en dat zijn 20 jaar op Achill Island hem "gesterkt hadden in zijn aangeboren overtuiging van het goddelijk recht van de meesters, en de neiging zich te gedragen zoals hij goed achtte, om te handelen zonder rekening te houden met de standpunten of gevoelens van anderen".
In de tijd voor het geschil begon had Boycott zich al impopulair weten te maken bij de pachters. Hij was magistraat geworden én was Engelsman, wat zeer waarschijnlijk bijgedragen heeft tot zijn impopulariteit. Volgens Marlow speelde ook zijn temperament een rol. Terwijl Boycott zelf beweerde dat hij op goede voet stond met zijn pachters, zeiden zij juist dat hij vele kleinzielige beperkingen opgelegd had. Voorbeelden hiervan waren onder meer een verbod op het open laten van hekken en een verbod kippen op zijn gronden te laten komen. Ook had hij het privilege om hout te verzamelen op zijn landgoed ingetrokken. In augustus 1880 gingen zijn arbeiders in staking over een dispuut over loonsverhoging.

### Lord Erne
Lord Erne, de derde graaf van Erne, woonde in Crom Castle in county Fermanagh. Hij was een rijke landheer en in het bezit van ruim 16.300 hectare grond. Daarvan lag ruim 12.700 hectare in county Fermanagh, 1953 hectare in county Donegal, 808 hectare in county Sligo en 884 hectare in County Mayo. Lord Erne had verder bezittingen in Dublin.
Van de 884 hectare die lord Erne bezat in County Mayo, werd 607 hectare beheerd door Boycott.

## De eerste boycot

### Historische achtergrond

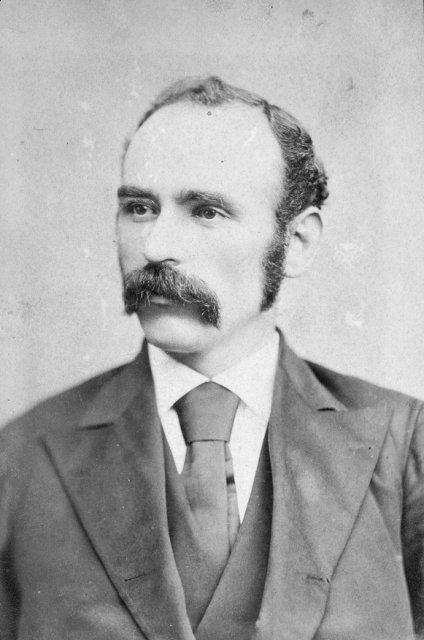
Michael Davitt ca. 1878

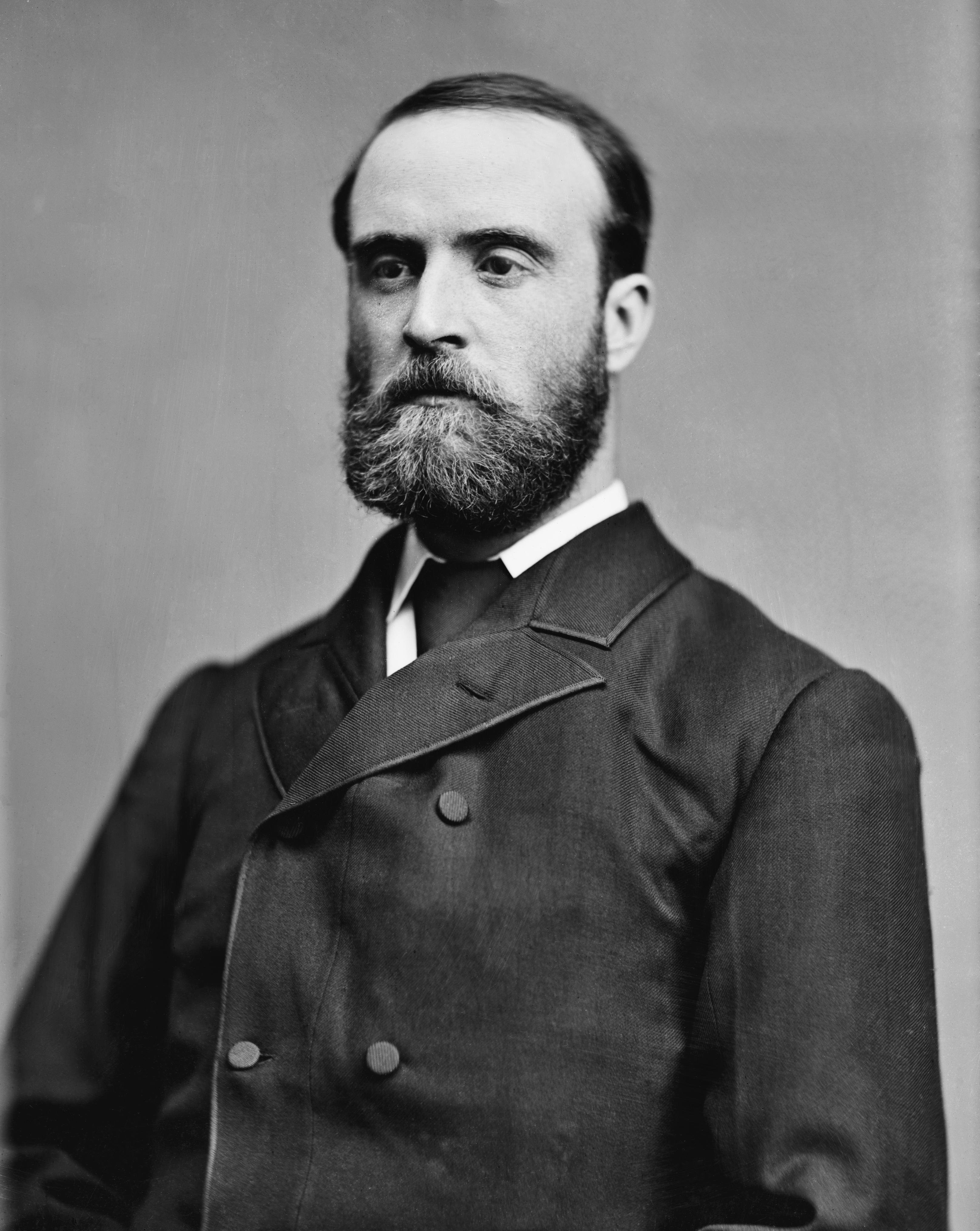
Charles Stewart Parnell

In de 19e eeuw was de landbouw de grootste sector in Ierland. In 1876 werd in opdracht van de regering van Verenigd Koninkrijk van Groot-Brittannië en Ierland een onderzoek gedaan naar het grondbezit in Ierland. Daaruit bleek dat bijna al het land in Ierland eigendom was van een groep van zo'n tienduizend personen (0,2% van de bevolking). De meeste daarvan waren kleine grondeigenaren maar de 750 grootsten bezaten samen het halve land. Vele van de rijkste grootgrondbezitters waren "afwezige heren" die het dagelijks beheer van hun bezittingen overlieten aan rentmeesters zoals Charles Boycott. Zelf woonden zij vaak in Dublin, Belfast of Groot-Brittannië.
Grootgrondbezitters verdeelden normaal gesproken hun landgoederen in kleinere bedrijven, die dan verpacht werden. Een dergelijk pachtcontract was doorgaans geldig voor één jaar en kon te allen tijde worden beëindigd, zelfs als de pacht netjes betaald was. Sommige van de pachters waren zelf grote boeren die meer dan 40 hectare bezaten. De meerderheid van de pachters bezat echter veel minder land, zo tussen de 6 en 20 hectare was gebruikelijk. Veel van de kleine pachters werkten daarnaast als arbeiders op de grotere boerderijen. De armste klasse landarbeiders was die van de landloze arbeiders die werkten voor andere boeren. Boeren waren een politiek zeer belangrijke groep aangezien zij meer stemmen bezaten dan enig andere sector in de maatschappij.
In de jaren rond 1850 vormden verschillende pachters verenigingen om kracht bij te zetten aan de eis voor "de drie F's": Fair Rent (redelijke pacht), Fixity of tenure (pachtbescherming) en Free sale (vrije verkoop, zowel van oogsten als bezittingen bij het einde van een pachttermijn). Zo rond 1870-1879 probeerden de Fenians in County Mayo de pachters te organiseren teneinde uitzettingen tegen te houden. Zij organiseerden een demonstratie tegen een lokale landheer in Irishtown en kregen hem zo ver de pachten te verlagen.
Michael Davitt was de zoon van een kleine pachter in County Mayo. Hij werd later journalist en werd lid van de Irish Republican Brotherhood. Hij werd veroordeeld tot een gevangenisstraf van 15 jaar wegens wapensmokkel. Charles Stewart Parnell, toen parlementslid voor Meath en lid van de Home Rule League, regelde dat Davitt voorwaardelijk vrij kon komen. Toen Davitt terugkeerde in County Mayo was hij onder de indruk van de pogingen van de Fenians om de boeren te organiseren. Hij was van mening dat de "landkwestie" de beste manier was om de steun van de boeren voor de Ierse onafhankelijkheid te krijgen.
In oktober 1879, na het oprichten van de Land League of Mayo, richtte Davitt de Irish National Land League op. Doelstellingen van de Land League waren onder meer het verlagen van de pachten, het stoppen van uitzettingen en, op de lange termijn, dat de pachters eigenaar konden worden van de grond die zij bewerkten. Davitt vroeg Parnell voorzitter te worden van de Land League. In 1880 werd Parnell tevens verkozen tot leider van de Home Rule Party.

### Parnells toespraak in Ennis
Op 19 september 1880 hield Parnell een toespraak in Ennis, County Clare voor een menigte Land League-leden. Tijdens zijn toespraak vroeg hij de menigte: "Wat doe je met een pachter die biedt op een boerderij waar zijn buurman uitgegooid is?". Uit de menigte kwamen reacties als "vermoord hem" en "schiet hem neer". Parnell reageerde hierop met:

I wish to point out to you a very much better way – a more Christian and charitable way, which will give the lost man an opportunity of repenting. When a man takes a farm from which another has been evicted, you must shun him on the roadside when you meet him – you must shun him in the streets of the town – you must shun him in the shop – you must shun him on the fair green and in the market place, and even in the place of worship, by leaving him alone, by putting him in moral Coventry, by isolating him from the rest of the country, as if he were the leper of old – you must show him your detestation of the crime he committed.

Nederlands: Ik wil u wijzen op een veel betere manier – een meer christelijke en menslievende manier, die de gevallen man de kans geeft tot inkeer te komen. Wanneer een man een boerderij overneemt waaruit iemand anders is uitgezet, mijd hem dan als je hem tegenkomt op de openbare weg – mijd hem in de straten van het dorp – mijd hem in de winkel – mijd hem op kermisterrein en op de markt en zelfs in de kerk door hem alleen te laten zitten. Laat hem totaal links liggen door hem te isoleren van de rest van de maatschappij, alsof hij een melaatse uit vroeger tijden is – je moet hem je minachting tonen voor de misdaad die hij begaan heeft.

Deze toespraak wees de weg naar het krachtige wapen van de sociale uitsluiting dat als eerste werd toegepast op Charles Boycott.

### Sociale isolatie van Boycott
De Land League was zeer actief in het gebied rond Lough Mask. Een van de lokale leiders, pater John O'Malley, was betrokken bij de arbeidersstaking in augustus 1880. 1 september was de dag waarop de pachters van lord Erne hun pacht moesten betalen. Lord Erne had ermee ingestemd dat ze vanwege de slechte oogst 10% korting kregen. Echter, op twee na eisten allen 25% korting. Boycott zei later dat hij lord Erne had geschreven over de situatie, maar dat de landheer geweigerd had op de eisen van de pachters in te gaan. Boycott had vervolgens het resterende bedrag opgeëist van de pachters. Dezen gingen daar niet op in, zodat hij uitzettingsbevelen aanvroeg en verkreeg tegen elf pachters.
Drie dagen na de toespraak van Parnell in Ennis trachtte een deurwaarder, vergezeld door 17 leden van de Royal Irish Constabulary, de uitzettingsbevelen te bezorgen bij de betrokken pachters. Het was wettelijk voorgeschreven dat de uitzettingsbevelen werden uitgereikt aan het gezinshoofd of zijn echtgenote binnen een bepaalde periode na afgifte. De deurwaarder slaagde erin bij drie pachters het uitzettingsbevel af te leveren, maar kwam in problemen bij de vierde boerderij die hij bezocht. Een vrouw, genaamd Fitzmorris, weigerde het bevel aan te nemen. Daarna begon zij met een rode vlag te zwaaien om andere pachters te waarschuwen dat de uitzettingsbevelen werden bezorgd. Pachters en echtgenotes verdwenen daarop terwijl andere vrouwen uit de buurt juist de deurwaarder en begeleiders opzochten om hun werk te verhinderen. Na wat onverkwikkelijkheden als het gooien van stenen, modder en mest, lukt het de deurwaarder en begeleiders te verdrijven waarna zij bescherming zochten op Lough Mask House
De volgende dag werd een nieuwe poging ondernomen om de bevelen te bezorgen. Deze poging mislukte eveneens. Het nieuws over de situatie verspreidde zich al snel naar het nabij gelegen Ballinrobe. Een flink aantal personen uit de omgeving van Ballinrobe trok vervolgens naar Lough Mask House, waar zij volgens de Amerikaanse journalist James Redpath het personeel en de arbeiders van Boycott adviseerden direct ontslag te nemen. Boycott stelde later dat veel van zijn personeel gedwongen werd ontslag te nemen "onder dreiging van toekomstige gevolgen". De arbeider Martin Branigan, die later Boycott voor het gerecht daagde wegens onbetaald loon, zei dat hij vertrok omdat hij bang was voor de mensen die hem opzochten in het veld waar hij aan het werk was. Uiteindelijk vertrokken alle werknemers, zodat Boycott gedwongen was het werk in zijn eentje op te knappen.
Binnen enkele dagen staakten de smid, de postbode en de wasvrouw, spontaan of na overreding, alle activiteiten voor Boycott. Een jonge neef van Boycott bood vervolgens aan als vrijwillige postbode te dienen. Hij werd echter onderschept tussen Ballinrobe en Lough Mask House en hem werd te verstaan gegeven dat hij in gevaar zou kunnen komen als hij door bleef gaan. Spoedig staakten ook andere winkeliers in Ballinrobe hun leveranties, zodat Boycott gedwongen was voedsel en andere voorraden per boot uit Cong te halen.
Volgens James Redpath werd het werkwoord "boycott" vervolgens bedacht door pater O'Malley tijdens een gesprek dat zij hadden. Het volgende stukje is Redpaths weergave van het gesprek:
:I said, "I'm bothered about a word."

"What is it?" asked Father John.

"Well," I said, "When the people ostracise a land-grabber we call it social excommunication, but we ought to have a entirely different word to signify ostracism applied to a landlord or land-agent like Boycott. Ostracism won't do – the peasantry would not know the meaning of the word – and I can't think of any other."

"No," said Father John, "ostracism wouldn't do"

He looked down, tapped his big forehead, and said: "How would it do to call it to Boycott him?"

### Boycott in de publiciteit
Tot oktober 1880 was de situatie van Boycott maar weinig bekend buiten County Mayo. Op 14 oktober 1880 schreef Boycott een brief naar The Times over zijn situatie:
THE STATE OF IRELAND
Sir, The following detail may be interesting to your readers as exemplifying the power of the Land League. On the 22nd September a process-server, escorted by a police force of seventeen men, retreated to my house for protection, followed by a howling mob of people, who yelled and hooted at the members of my family. On the ensuing day, September 23rd, the people collected in crowds upon my farm, and some hundred or so came up to my house and ordered off, under threats of ulterior consequences, all my farm labourers, workmen, and stablemen, commanding them never to work for me again. My herd has been frightened by them into giving up his employment, though he has refused to give up the house he held from me as part of his emolument. Another herd on an off farm has also been compelled to resign his situation. My blacksmith has received a letter threatening him with murder if he does any more work for me, and my laundress has also been ordered to give up my washing. A little boy, twelve years of age, who carried my post-bag to and from the neighbouring town of Ballinrobe, was struck and threatened on 27th September, and ordered to desist from his work; since which time I have sent my little nephew for my letters and even he, on 2nd October, was stopped on the road and threatened if he continued to act as my messenger. The shopkeepers have been warned to stop all supplies to my house, and I have just received a message from the post mistress to say that the telegraph messenger was stopped and threatened on the road when bringing out a message to me and that she does not think it safe to send any telegrams which may come for me in the future for fear they should be abstracted and the messenger injured. My farm is public property; the people wander over it with impunity. My crops are trampled upon, carried away in quantities, and destroyed wholesale. The locks on my gates are smashed, the gates thrown open, the walls thrown down, and the stock driven out on the roads. I can get no workmen to do anything, and my ruin is openly avowed as the object of the Land League unless I throw up everything and leave the country. I say nothing about the danger to my own life, which is apparent to anybody who knows the country.
CHARLES C. BOYCOTT
Lough Mask House, County Mayo, October 14th
Na publicatie van deze brief, reisde Bernard Becker, speciaal correspondent van de Daily News, naar County Mayo om verslag te doen van het geheel. Op 24 oktober schreef hij in Westport een spoedbericht met daarin een interview met Boycott. Hij schreef in zijn rapport dat Charles Boycott voor £500 aan gewassen op zijn land had staan en dat dat allemaal zou verrotten wanneer er geen hulp kwam om te oogsten. Beckers verslag werd ook geplaatst in de Belfast News-Letter en de Dublinse Daily Express. Op 29 oktober publiceerde de Daily Express een ingezonden brief waarin voorgesteld werd een fonds op te richten om daarmee een groep mannen te betalen om naar Mayo te reizen en daar de oogst van Boycott te redden.

### De redding van de oogst
Begin november werd The Boycott Relief Fund opgericht om een expeditie naar Lough Mask te organiseren. De plannen kwamen al snel in een stroomversnelling en binnen enkele dagen had het fonds al vele donaties ontvangen. Het organiserende comité regelde bij de Midland Great Western Railway speciale treinen om de expeditie van Ulster naar County Mayo te vervoeren. Vele nationalisten beschouwden de expeditie als een gemaskeerde invasie. De Freeman's Journal hekelde de organisatoren van deze "oorlogszuchtige expedities".
William Edward Forster, Chief Secretary for Ireland, maakte in een mededeling aan de eigenaar van de "Daily Express" duidelijk dat hij onder geen beding een gewapende expeditie van honderden mannen toe zou staan, zoals het plan van de organisatie was, en dat 50 ongewapende mannen voldoende zouden zijn om de gewassen binnen te halen. Hij zei wel dat de regering het als haar taak beschouwde om bescherming te bieden aan deze groep. Op 10 november vertrok de "reddingsexpeditie", bestaande uit twee contingenten uit County Cavan en County Monaghan, naar County Mayo. Reeds eerder waren hier extra troepen aangekomen om de groep te beschermen.
Boycott zei zelf dat hij zoveel Ulstermannen niet nodig had. Hij had inmiddels zelf al de graanoogst binnen gehaald. Hij schatte dat hij slechts zo'n 10 tot 15 arbeiders nodig had om de wortelgewassen, waaronder aardappelen, binnen te halen. Boycott was bang dat een groot aantal mannen uit Ulster zou leiden tot sektarisch geweld. Terwijl de lokale Land League-leiders zeiden dat er geen problemen zouden komen wanneer de groep alleen kwam om te oogsten, waren er extremere groepen in de samenleving die dreigden met geweld tegen de groep en de troepen.
Ondanks een aantal vijandige protesten onderweg naar County Mayo, was er geen sprake van enig geweld en kon de oogst zonder incidenten binnengehaald worden. Er waren onder de Ulstermannen geruchten dat er een aanval op de boerderij werd voorbereid maar er vond nimmer een aanval plaats.

## Film
Boycotts verhaal was in 1947 onderwerp van de Britse film Captain Boycott. Boycott werd gespeeld door Cecil Parker.